# Col·legi de Censors Jurats de Comptes de Catalunya
Col·legi de Censors Jurats de Comptes de Catalunya és una corporació de dret públic creada a Catalunya el 1995, amb personalitat jurídica pròpia i capacitat plena. Agrupa tots els professionals que tenen el títol de censor jurat de comptes de Catalunya i que poden portar a terme les activitats pròpies d'aquesta professió, com és l'auditoria. Té el seu origen en el Col·legi de Comptadors Jurats de Catalunya, fundat el 1931.
Té un gran pes específic en el conjunt d'Espanya, degut al fet que la majoria de les firmjes de despatxos d'auditoria més importants es troben a Catalunya, degut al dens teixit industrial català. El 2001 va rebre la Creu de Sant Jordi.
Des de juliol de 2023 el seu president és Joan Valls.